# Nerve Software
Nerve Software — приватна компанія, американський розробник комп'ютерних ігор, який був заснований колишнім співробітником компанії id Software Брендоном Джеймсом (англ. Brandon James). Багато співробітників Nerve Software раніше працювали в американській компанії Rogue Entertainment, яка також займається розробкою комп'ютерних ігор.

## Проекти Nerve Software
- 2001 — Return to Castle Wolfenstein (мультиплеєр)
- 2001 — Return to Castle Wolfenstein: Tides of War (конверсія для Xbox)
- 2005 — Doom 3: Resurrection of Evil
- 2006 — Doom (конверсія для Xbox Live Arcade)
- 2008 — Enemy Territory: Quake Wars (порт для Xbox 360)
- 2008 — James Bond 007: Quantum of Solace (мультиплеєр)
- Quest (неопублікована гра, що розробляється спільно з id Software)